# Wahab ibn Abdullah Kalbi
Wahab ibn Abdullah ibn Habbah Kalbi était un martyr de la Bataille de Kerbala. Sa mère et lui, qui
l’accompagnait ce jour-là, étaient les compagnons d'Imam Al-Hussein ibn Ali. Son père était un compagnon de l’Imam Ali ibn Abi Talib. Wahab était
né grâce à prier d'Imam Ali ibn Abi Talib. Ils arrivèrent à Karbala’ le 7e jour du mois de Muharram.Wahab fit son entrée sur le champ de bataille. Il attaqua l’armée de Yazid et tua la plupart d'eux.

## Dans les ouvrages chiites
Il est cité dans Rawzatul Wa'ezeen et Al-Amali de Shaykh Saduq ou Ibn Babuyeh, qu’auparavant, Wahab et sa mère étaient chrétiens, et ils acceptèrent l’Islam au contact de Al-Hussein ibn Ali. Ils accompagnèrent l’Imam (as) à Karbala, et au jour d’Ashura, Wahab enfourcha son cheval, avec un piquet de tente dans ses mains. Il combattit jusqu’à tuer 7 ou 8 hommes parmi les ennemis. Ensuite il fut capturé et montré à Umar ibn Saad, qui ordonna qu’on le décapite. Allameh Majlesi dit qu’il vit dans une narration que Wahab était précédemment chrétien, ensuite lui et sa mère acceptèrent l’Islam avec l’Imam Al-Hussain. Quand il entra sur le champ de bataille, il tua avec son épée 24 fantassins et 12 cavaliers.